# Nduka Ugbade
Nduka Ugbade (Lagos, 6 settembre 1969) è un ex calciatore nigeriano, di ruolo difensore.

## Carriera
Con la Nazionale nigeriana ha vinto la Coppa d'Africa 1994.